# Красиньков, Вениамин Георгиевич
Вениамин Георгиевич Красиньков — советский изобретатель, лауреат Ленинской премии (1960).
Родился в 1912 г. в Санкт-Петербурге. Член КПСС с 1951 г.
Окончил Московский заочный силикатный институт (1935), Куйбышевское военное училище связи (1942).
С 1940 г. на военной службе. Участник Великой Отечественной войны, начальник службы «ЗОС» ВВС Закавказского фронта, воинское звание — майор. Награждён орденами Красной Звезды (дважды, 18.08.1945 и 30.12.1956), медалями «За оборону Кавказа», «За победу над Германией в Великой Отечественной войне 1941—1945 гг.», «За боевые заслуги» (27.12.1951).
С 1949 г. работал во ВНИИ метрологии и в СКБ электронной техники в Ленинграде.
Умер 18 октября 1975 года, похоронен на Серафимовском кладбище Санкт-Петербурга.

## Награды и премии
Лауреат Ленинской премии (1960, вместе с А. В. Улитовским и Н. М. Авериным) — за разработку метода получения тонких и сверхтонких металлических нитей непосредственно из жидкой фазы.

## Труды
Авторское свидетельство (запатентовано во Франции, в Италии, Швеции, Швейцарии, Японии, Австрии, Великобритании):
- Красиньков В. Г., Рейман Л.B., Трояновский В. В., А.С. № 149138 СССР МКИ H 01 В 13/06. Способ непрерывного изготовления литых микропроводов в сплошной стеклянной изоляции. Заявлено 05.08.57г., опубликовано 05.02.65г., Бюл. № 3, стр.131.

Могила Красинькова на Серафимовском кладбище Санкт-Петербурга.